# LGBT práva v Nigeru

Duhová mapa Nigeru

Lesby, gayové, bisexuálové a transsexuálové (LGBT) se v Nigeru setkávají s právními obtížemi neznámými pro většinové obyvatelstvo. Stejnopohlavní sexuální aktivita je zde sice legální, ale ústavní zákony negarantují sexuálním menšinám žádnou státní ochranu před diskriminací a perzekuce LGBT komunity je v zemi silně rozšířená.

## Zákony týkající se stejnopohlavní sexuální aktivity
Stejnopohlavní sexuální styk je v Nigeru legální.

## Stejnopohlavní soužití
Niger nedává stejnopohlavním párům žijícím ve společné domácnosti žádný právní status.

## Ochrana před diskriminací
Právní řád Nigeru neobsahuje žádná ustanovení zakazující diskriminaci sexuálních menšin.

## Shrnutí
Zpráva Ministerstva zahraničí Spojených států amerických, oddělení lidských práv, z r. 2010:
| „ | Neznamenaly jsme žádné náznaky existence organizací sdružujících LGBT komunitu v Nigeru a ani žádné případy násilí proti jedincům s jinou sexuální orientací. Nicméně homosexuální osoby se zde setkávají se sociální diskriminací. | “ |

## Životní podmínky
| Legální stejnopohlavní styk                                          | (Nikdy nebyl trestán) |
| Stejný věk legální způsobilosti k pohlavnímu styku pro obě orientace | [ 3 ]                 |
| Anti-diskriminační legislativa ohledně projevů nenávisti a násilí    | No                    |
| Anti-diskriminační zákony v zaměstnání                               | No                    |
| Anti-diskriminační zákony v přístupu ke zboží a službám              | No                    |
| Stejnopohlavní manželství                                            | No                    |
| Jiná forma stejnopohlavního soužití                                  | No                    |
| Adopce dítěte partnera                                               | No                    |
| Společná adopce stejnopohlavními páry                                | No                    |
| Gayové a lesby mohou otevřeně sloužit v armádě                       |                       |
| Možnost změny pohlaví                                                |                       |
| Přístup k umělému oplodnění pro lesbické ženy                        | No                    |
| Náhradní mateřství pro gay páry                                      | No                    |